# Марія Елеонора Еттінген-Шпільберг
Марія Елеонора Еттінген-Шпільберг (нім. Maria Eleonore von Oettingen-Spielberg), також Елеонора Ліхтенштейнська (нім. Eleonore von Liechtenstein), (нар. 7 липня 1745 — пом. 26 листопада 1812) — донька князя Еттінгена-Шпільберга Йоганна Алоїза I та Терези Шлезвіг-Гольштейн-Візенбурзької, дружина принца Карла Борромеуса Ліхтенштейна. Фрейліна імператриці Марії-Терезії. Одна з «Кола п'яти принцес», які мали вплив на імператора Священної Римської імперії Йосифа II. Покровительствувала канцлеру Меттерніху. Була господаркою салона.
Залишила листи, які дають уявлення про життя при дворі та тогочасне суспільство.

## Біографія
Марія Елеонора народилась 7 липня 1745 року в Еттінгені. Вона була третьою дитиною та третьою донькою в родині князя Еттінгена-Шпільберга Йоганна Алоїза I та його дружини Терези Шлезвіг-Гольштейн-Візенбурзької. Мала старшу сестру Марію Леопольдіну, інша сестра померла до її народження. 
Матір померла за тиждень після народження Елеонори і з чотирьох років дівчинка виховувалася в монастирі. Там вона перебувала до 13 років. Монастир знаходився у Страсбурзі та був франкомовним. Дівчинка знаходилася там і з сестрою, і з часом вони майже повністю забули рідну мову, перейшовши на французьку. Дівчат навчали історії та географії з релігійним підходом. Вони також займалися вишивкою подушок для вівтаря. Після виходу з монастиря Елеонора жила в Еттінгені, часто бувала у Швабії та Відні.
У квітні 1760 року померла бездітна тітка Марії Елеонори, удова Джузеппе Гонзага, яка залишила племінниці великі маєтки в Моравії. Ставши багатою, Елеонора була представлена при дворі. І вона, і її старша сестра були обрані імператрицею Марією-Терезією собі у фрейліни, тому  життя дівчат регулювалося жорстким придворним протоколом. Однак, приєднавшись до кола юних аристократок вищого світу, вони почували себе комфортно. При дворі їх тепер кликали Лорі та Польді. Також обидві сестри були в близьких відносинах із дочками імператорської родини.  
У той час як Леопольдіна стала дружиною старшого сина канцлера Кауніца, для Елеонори був знайдений наречений з дому Ліхтенштейнів. За два місяця після весілля сестри, відбувся шлюб Елеонори із князем Карлом Борромеусом Ліхтенштейном. Весілля пройшло 30 березня 1761 у придворній каплиці Гофбургу у Відні. Нареченій було 15 років, наречений був вдвічі старшим за неї. У той час родина Ліхтенштейнів належала до важливих осіб в імперській політиці. Сам Карл Борромеус був одним із тих, хто мав сильний вплив на кронпринца Йозефа.

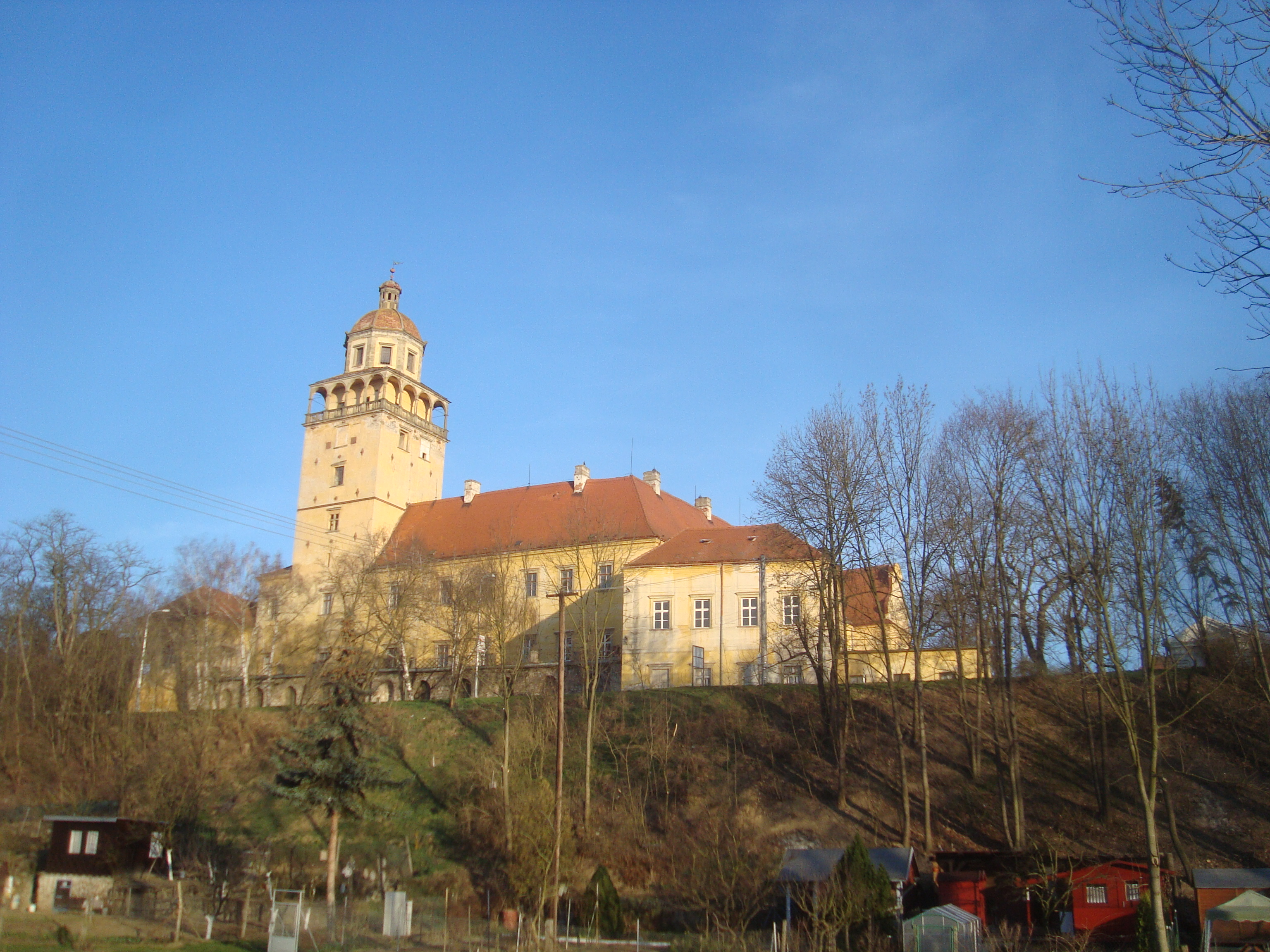
Замок у Моравському Крумлові

У подружжя народилося семеро дітей, з яких пішла карлістська гілка династії Ліхтенштейнів. Сімейство жило поперемінно у Відні та Моравському Крумлові. В останньому Марія Елеонора переобладнала місцевий замок так щоб він міг слугувати резиденцією родини, а також розбила англійський парк навколо будівлі. Так, у ньому були встановлені статуї та створений пруд із золотими рибками. 17 серпня 1762 року кронпринц дорогою до Росії завітав до Моравського Крумлова, виказавши хазяям та городянам велику честь.
У 1760-х роках Марія Елеонора мала роман із генералом кінноти Чарльзом О'Доннеллом, ірландцем за походженням. У 1771 році він помер, і княгиня знову почала приділяти багато часу дітям.
У 1768 році сформувалося т.з. «коло п'яти принцес», куди входили княгині Марія Йозефа Кларі, Марія Сидонія Кінські, Леопольдіна Ліхтенштейн, Марія Леопольдіна Кауніц та власне Марія Елеонора. Жінки мали дружні стосунки із імператором Йосифом II і впливали на його політику протягом наступних двох десятиліть. Вони часто бачилася із імператором у Шенбрунні та Гофбурзі, разом вечеряли та дебатували. Так, Марія Елеонора виступила проти агресивної релігійної політики. Зазвичай їхні зустрічі відбувалися раз на тиждень.

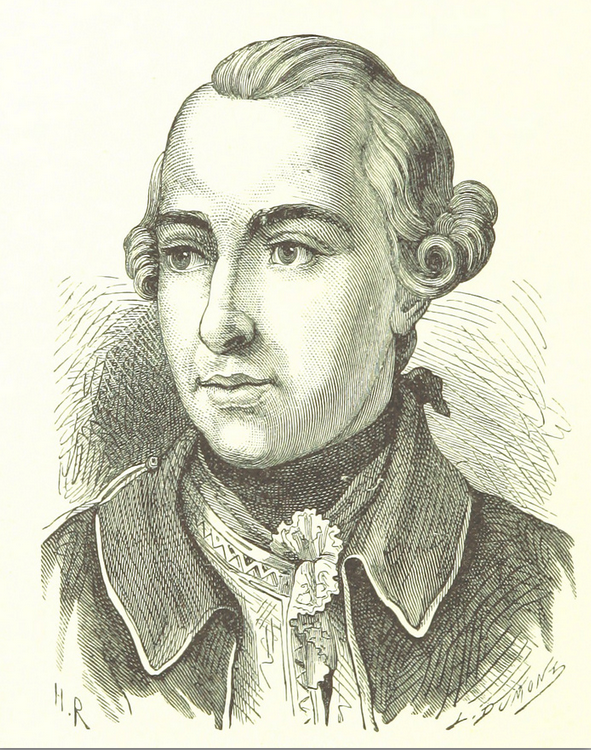
Імператор Йосиф II

Закоханий в Марію Елеонору Йосиф намагався зробити її своєю коханкою у 1771—1772 роках. На той час він був самотнім, поховав другу дружину і незадовго перед цим втратив єдину доньку. Аби вберегтися від його переслідувань, Марія Елеонора виїхала з Відня до Моравії. Туди імператор продовжував надсилати ніжні листи до неї, однак княгиня йому відмовила. Згодом йому вдалося налагодити із нею товариські відносини, які прийшли на місце пристрасті.
У 1789 році помер Карл Борромеус Ліхтенштейн. Після його смерті Марія Елеонора звеліла звести родинну усипальницю у Крумлові поблизу церкви Всіх Святих, де князь і знайшов останній спочинок. Княгиня продовжувала жити у Крумлові та Відні.
Менш ніж за рік не стало і кайзера Йосифа. «Коло п'яти принцес» розпалося і не мало більше великого впливу.
На Раштаттському конгресі Марія Елеонора виступала в опозиції до політики канцлера Франца фон Тугута. Згодом покровительствувала канцлеру Меттерніху, який у 1795 році оженився з її племінницею Елеонорою Кауніц. Тим не менш була проти організації ним шлюбу ерцгерцогині Марії Луїзи із Наполеоном.
Померла у Відні 26 листопада 1812 у віці 67 років. Похована поруч із чоловіком в усипальниці Моравського Крумлова.

## Родина
Чоловік — Карл Борромеус Ліхтенштейн
Діти:
- Марія Йозефа (1763—1833) — дружина графа Йоганна Непомука Гаррахського, дітей не мала;
- Карл Борромеус (1765—1795) — був одруженим з графинею Марією Анною фон Кевенхюллер-Меч, мав двох синів;
- Йозеф Венцель (1767—1842) — ченець у Зальцбурзі, одруженим не був, мав позашлюбну доньку від Анни Фогель;
- Еммануель Йозеф (1770—1773) — прожив 3 роки;
- Моріц Йозеф (1775—1819) — був одруженим із принцесою Марією Леопольдіною Естергазі де Галата, мав чотирьох дітей;
- Франц де Паула (1776—1794) — загинув у бою, одруженим не був, дітей не мав;
- Алоїз Гонзага (1780—1833) — одруженим не був, дітей не мав.